# Емельянов, Дмитрий Владимирович
Дми́трий Влади́мирович Емелья́нов (род. 9 февраля 1972, Куйбышев) — советский и российский футболист, полузащитник и нападающий, тренер.

## Карьера
Начал заниматься футболом в СДЮШОР «Восход» (Куйбышев) у тренеров Олега Краснобаева, Николая Никонова и Олега Аргасова. В 1996 году провёл 9 матчей в высшей лиге за тольяттинскую «Ладу».
С августа 2009 по 2010 год работал тренером клуба «Тюмень». В сезоне 2013/2014 работал тренером в самарских «Крыльях Советов». С февраля 2015 — главный тренер ФК «Носта» (Новотроицк), в августе перешёл на должность тренера. С 2016 года работал в тренерском штабе «Сахалина» (Южно-Сахалинск), в осенней части сезона 2017/18 был главным тренером.
С февраля 2019 по октябрь 2020 года возглавлял тольяттинский «Акрон», за это время «Акрон» получил профессиональный статус и вышел в ФНЛ. В октябре руководством клуба было объявлено, что «в связи с семейными обстоятельствами» в матчах 14—16-го туров Первенства ФНЛ Емельянов не сможет находиться на тренерском мостике, а исполнять обязанности главного тренера будет тренер команды Дмитрий Годунок. После матча 15-го тура Емельянов покинул пост главного тренера. 19 января 2022 года был снова назначен главным тренером «Акрона», однако уже 3 марта 2022 года на пост главного тренера клуба был назначен Виталий Панов.
22 июля 2022 года, за два дня до старта первенства Второй лиги 2022/23, руководство клуба «Торпедо» (Миасс) объявило о назначении Емельянова на должность главного тренера. 15 декабря 2022 года клуб объявил о прекращении сотрудничества по соглашению сторон.
26 сентября 2023 года назначен старшим тренером «Носты».

## Достижения
- Победитель 1-й зоны Второй лиги СССР: 1989
- Победитель Второго дивизиона России (4): 1999 (зона «Поволжье»), 2002 (зона «Поволжье»), 2003 (зона «Восток»), 2006 (зона «Урал-Поволжье»)
- Серебряный призёр зоны «Урал-Поволжье» Второго дивизиона России: 2005
- Бронзовый призёр Второго дивизиона России (3): 1995 (зона «Центр»), 2001 (зона «Урал»), 2004 (зона «Урал-Поволжье»)